# Anastigmatism
Anastigmatismul reprezintă proprietatea unui sistem optic de a fi corectat simultan pentru aberațiile cromatice, de sfericitate și de curbură a câmpului.
O categorie răspândită de obiective anastigmate sunt așa-numitele obiective dublu anastigmate; ele pot fi dublete cu lentile lipite sau dublete cu lentile separate.
Există și anastigmate de tip triplet cum sunt cele formate din trei lentile nealipite (triplet simplu) sau cele asimetrice cu patru sau cinci lentile.